# Kentarō Moriya
Kentarō Moriya (japanisch 森谷 賢太郎 Moriya Kentarō; * 21. September 1988 in Yokohama) ist ein ehemaliger japanischer Fußballspieler.

## Karriere
Moriya erlernte das Fußballspielen in der Jugendmannschaft von Yokohama F. Marinos und der Universitätsmannschaft der Universität Tsukuba. Seinen ersten Vertrag unterschrieb er 2011 bei Yokohama F. Marinos. Der Verein spielte in der höchsten Liga des Landes, der J1 League. Für den Verein absolvierte er acht Erstligaspiele. 2013 wechselte er zum Ligakonkurrenten Kawasaki Frontale. Mit dem Verein wurde er 2017 und 2018 japanischer Meister. Für den Verein absolvierte er 105 Erstligaspiele. 2019 wechselte er zum Ligakonkurrenten Júbilo Iwata. Für den Verein absolvierte er neun Erstligaspiele. 2020 wechselte er zum Zweitligisten Ehime FC. 2021 belegte er mit dem Verein aus Matsuyama den 20. Tabellenplatz und stieg in die dritte Liga ab. Nach dem Abstieg verließ er den Verein und schloss sich Anfang Februar 2022 dem Erstligisten Sagan Tosu an. In drei Spielzeiten bestritt er 28 Ligaspiele. Am Ende der Saison 2024 belegte er mit Sagan Tosu den letzten Tabellenplatz und musste somit in die zweite Liga absteigen. Nach dem Abstieg beendete er seine Karriere als Fußballspieler.

## Erfolge
Kawasaki Frontale
- Japanischer Meister: 2017, 2018

- Japanischer Ligapokalfinalist: 2017

- Japanischer Pokalfinalist: 2016